# تنام تاو
تنام تاو (الاسم العلمي: Taoniscus) هو جنس من الطيور يتبع فصيلة التنامية من رتبة التناميات.
لهذا الجنس نوع وحيد وهو التنام القزم.